# 6,8 × 43 мм Remington SPC
6.8mm Remington Special Purpose Cartridge (6.8 SPC, 6.8 SPC II або 6.8×43mm) безфланцевий пляшкоподібний проміжний гвинтівковий набій розроблений компанією Remington Arms у співпраці з Марксманським підрозділом армії США та Командуванням спеціальних операцій США для можливої заміни набою 5,56×45 мм НАТО в короткоствольних гвинтівках (Short Barreled Rifles, SBR) та карабінах.
Набій створено на базі набою .30 Remington, він є середнім між набоями 5,56×45 мм НАТО та 7,62×51 мм НАТО за калібром. В набої використано кулю такого самого діаметру (зазвичай іншої ваги) як і в мисливському набої .270 Winchester.

## Розробка
Набій 6.8mm SPC було розроблено з урахуванням недоліків термінальної балістики набою 5.56×45mm NATO, який знаходиться на озброєнні всіх країн НАТО. Набій було розроблено за програмою Покращений гвинтівковий набій. Набій 6.8 SPC (6.8×43мм) розробили старший сержант Стів Голланд та Кріс Мюррей, зброярем марксманського підрозділу армії США, для забезпечення більш високої летальності ніж у набою 5.56 NATO/.223 Remington в штурмовій гвинтівці M16 з мінімальними змінами магазина та невеликим збільшенням відбою. На меті було створення набою який би зміг зайняти нішу між набоями 5,56 мм та 7,62 мм.
Програма розробки стартувала з використання гільзи .30 Remington, яку модифікували для використання в магазинах, які можна вставити в гирло приймання магазинів гвинтівок та карабінів серії M16, які знаходяться на озброєнні збройних сил США.
У порівняльних випробування куль різних калібрів з використанням гільзи набою .30 Remington, Голланд та Мюррей виявили, що куля калібру 6,5 мм має найкращі точність та пробивну властивість, по історичним даним які отримувала десятиліттями армія США по зовнішній та термінальній балістиці, але 7 мм кулі мали кращу термінальну продуктивність. Комбінація гільзи, заряда пороху та кулі дозволили легко перевершити радянські набої 7,62×39 мм та 5,45×39 мм, при цьому дулова швидкість приблизно на 61 м/с була більша за набій 7,62 НАТО. В результаті набій отримав назву «6.8 Remington Special Purpose Cartridge» через діаметр кулі в 0,27 дюйма (6,8 мм), хоча фактично він базувався на гільзі набою .30 Remington.
Загалом для переробки гвинтівок родини AR під новий набій потрібно було лише замінити ствол, затвор, магазини та дуловий пристрій (якщо він був присутній); але для подальшого спрощення переходу на новий набій багато виробників частин продавали повністю нову верхню стволову коробку, яка була розрахована під набій 6.8 SPC. Хоча верхня ствольна коробка 6.8 SPC є дещо дорогою, переробка гвинтівки з калібру 5,56 мм/.223 на калібр 6.8 SPC займає менше хвилини без потреби в спеціальних інструментах або навичках.
Набій 6.8мм Remington SPC було розроблено для використання в короткоствольних гвинтівках ближнього бою після зниження продуктивності набою 5.56 NATO, коли гвинтівку M16A2 замінили сучасним карабіном M4. На відстані 100—300 метрів енергія набою 6.8 SPC на 44 % вища за енергію набою 5.56 мм НАТО (при стрільбі з карабіну M4). За балістикою набій 6.8 мм SPC не схожий на набій 7,62×51 мм НАТО, але він має менший відбій, що дозволяє краще контролювати зброю при автоматичному вогні, до того ж він легший, що дозволяє стрільцю носити більше набоїв ніж при використанні більшого калібру. Набій 6,8 мм створює дулову енергію в 2385 Дж кулею вагою 7,5 грами. Для порівняння, набій 5,56×45 мм (який має замінити набій 6,8мм) має дулову енергію в 1796 Дж при вазі кулі 4 грами, термінальна балістика набою 6,8 мм на 588 Дж перевищує балістику набою 5,56 мм.
Загадковою особливістю цього набою є те, що він розроблений для короткоствольного карабіну довжина стволу якого перевищує довжину стволу гвинтівки (зазвичай це 41 см). Крім того він відмінно веде себе і в гвинтівках де довжина стволу менше 410 мм. В останніх розробках (2008—2012 років) продуктивність набою 6.8 SPC збільшилася приблизно на 61-91 м/с, завдяки роботі виробника боєприпасів Silver State Armory LLC (SSA) та кількох виробників зброї, які розробили та використали правильні характеристики патронника та стволу. Вага набою 6,8 мм Remington SPC залежить від виробника та заряда і становить від 16,8 до 17,6 грами. Крім того, нещодавно компанії LWRC, Magpul та Alliant Techsystems (ATK) представили нову гвинтівку AR-15 розроблену під набій 6.8 SPC в якій можна використовувати запатентовані магазини 6.8 Magpul P, при цьому загальна довжина набою становить 59 мм. Зброя особистого захисту (PDW) відома, як «Six8» під SPC II має крок нарізів 1:250 мм і може стріляти всіма заводськими набоями 6.8 SPC.

## Характеристики

### Дулова швидкість при стрільбі зі стволу довжиною 610 мм
| 7,1-грама (110 гр) Nosler Accubond               | 870 м/с (2 840 фут/с) — Silver State Armory (SSA)                           |
| 7,5-грама (115 гр) OTM                           | 850 м/с (2 800 фут/с) — Remington Premier Match                             |
| 5,5-грама (85 гр) Nosler E-Tip                   | 940 м/с (3 100 фут/с) — SSA                                                 |
| 5,8-грама (90 гр) Nosler BSB                     | 910 м/с (2 980 фут/с) — SSA                                                 |
| 7,1-грама (110 гр) Hornady BTHP TAP              | 820 м/с (2 700 фут/с) — Hornady Law Enforcement «tactical» заводський заряд |
| 7,5-грама (115 гр) OTM (FMJ)                     | 831 м/с (2 725 фут/с) — SSA                                                 |
| 7,5-грама (115 гр) Boat tail hollow point (BTHP) | 850 м/с (2 800 фут/с)                                                       |
| 7,5-грама (115 гр) Sierra Match King (SMK)       | 850 м/с (2 800 фут/с)                                                       |
| 7,1-грама (110 гр) Hornady V-MAX                 | 850 м/с (2 800 фут/с)                                                       |
| 7,1-грама (110 гр) SCHP                          | 850 м/с (2 800 фут/с) — SSA «combat» заводський заряд                       |
| 7,1-грама (110 гр) BTHP OTM & Barnes TSX         | 840 м/с (2 750 фут/с) — Wilson «combat» заводський заряд                    |
| 5,5-грама (85 гр) Barnes TSX                     | 970 м/с (3 180 фут/с) — SSA «tactical» заводський заряд                     |
| 5,8-грама (90 гр) Speer Gold Dot                 | 930 м/с (3 050 фут/с) — Federal(ATK) «tac/mil» заводський заряд             |

### Дулова швидкість при стрільбі зі стволу довжиною 510 мм
- 7,1-грама (110 гр) Nosler Accubond ; 850 м/с (2 800 фут/с)- Silver State Armory (SSA)
- 7,5-грама (115 гр) OTM ; 820 м/с (2 700 фут/с)- Remington Premier Match
- 6,2-грама (95 гр) Barnes TTSX ; 880 м/с (2 880 фут/с) — Doubletap
- 5,8-грама (90 гр) Bonded Defense JSP ; 910 м/с (2 980 фут/с) — Doubletap
- 6,5-грама (100 гр) Nosler Accubond ; 855 м/с (2 805 фут/с) — Doubletap
- 7,1-грама (110 гр) Nosler Accubond ; 830 м/с (2 710 фут/с) — Doubletap
- 7,5-грама (115 гр) Full metal jacket boat tail ; 806 м/с (2 645 фут/с) — Doubletap
- 5,8-грама (90 гр) Speer® TNT ; 910 м/с (2 980 фут/с)- SSA

### Дулова швидкість при стрільбі зі стволу довжиною 410 мм
- 7,1-грама (110 гр) Nosler Accubond ; 820 м/с (2 700 фут/с)- Silver State Armory (SSA)
- 7,5-грама (115 гр) OTM ; 800 м/с (2 625 фут/с)- Remington Premier Match
- 5,5-грама (85 гр) Barnes TSX ; 920 м/с (3 030 фут/с) — SSA
- 5,5-грама (85 гр) Nosler E-Tip ; 900 м/с (2 950 фут/с) — SSA
- 5,8-грама (90 гр) Nosler BSB ; 870 м/с (2 840 фут/с) — SSA
- 7,1-грама (110 гр) Hornady V-MAX : 810 м/с (2 650 фут/с)
- 7,5-грама (115 гр) Sierra Match King (SMK): 810 м/с (2 650 фут/с)
- 7,5-грама (115 гр) OTM (FMJ): 785 м/с (2 575 фут/с)} — SSA
- 5,5-грама (85 гр) Barnes TSX ; 940 м/с (3 070 фут/с) — SSA «tactical» заводський заряд
- 5,8-грама (90 гр) Speer Gold Dot 880 м/с (2 900 фут/с)- Federal(ATK) «tac/mil» заряд
- 6,2-грама (95 гр) Barnes TTSX: 790 м/с (2 600 фут/с) — Wilson Combat заводський заряд[14]
- 7,1-грама (110 гр) SCHP; 810 м/с (2 650 фут/с) — SSA "combat"заводський заряд
- 7,1-грама (110 гр) Hornady BTHP TAP; 780 м/с (2 550 фут/с) — Hornady Law Enforcement «tactical» заводський заряд[15]
- 7,1-грама (110 гр) BTHP OTM & Barnes TSX; 790 м/с (2 600 фут/с) — Wilson «combat» заводський заряд[16]
- 9,1-грама (140 гр) Berger VLD; 732 м/с (2 401 фут/с) — SSA заводський заряд. (Знято з виробництва)

### Порівняння з іншими військовими калібрами
| Набій                             | Дулова швидкість      | Падіння на 180 м | Швидкість на 180 м    | Падіння на 370 м     | Швидкість на 370 м    |
| --------------------------------- | --------------------- | ---------------- | --------------------- | -------------------- | --------------------- |
| 5.56×45mm 3,6 г (55 гр) M193      | 937 м/с (3 073 фут/с) | 56 мм (2,2 дюйм) | 717 м/с (2 353 фут/с) | 710 мм (27,8 дюйм)   | 531 м/с (1 743 фут/с) |
| 5.56×45mm 5,0 г (77 гр) OTM       | 817 м/с (2 679 фут/с) | 84 мм (3,3 дюйм) | 675 м/с (2 216 фут/с) | 830 мм (32,7 дюйм)   | 550 м/с (1 810 фут/с) |
| 6.8×43mm SPC 7,5 г (115 гр) SMK   | 810 м/с (2 650 фут/с) | 89 мм (3,5 дюйм) | 653 м/с (2 143 фут/с) | 900 мм (35,4 дюйм)   | 511 м/с (1 677 фут/с) |
| 6.8×43mm SPC 7,1 г (110 гр) V-MAX | 810 м/с (2 650 фут/с) | 84 мм (3,3 дюйм) | 673 м/с (2 208 фут/с) | 790 мм (31,1 дюйм)   | 552 м/с (1 811 фут/с) |
| 7.62×39mm                         | 700 м/с (2 300 фут/с) | 84 мм (3,3 дюйм) | 545 м/с (1 787 фут/с) | 1 370 мм (53,8 дюйм) | 404 м/с (1 324 фут/с) |
| 7.62×51mm 10,9 г (168 гр) SMK     | 790 м/с (2 600 фут/с) | 86 мм (3,4 дюйм) | 681 м/с (2 235 фут/с) | 820 мм (32,3 дюйм)   | 576 м/с (1 891 фут/с) |

Типова інформація про траєкторію з карабіна з падінням і швидкістю, розрахованими на рівні моря з нульовою відміткою 91 метр (100 ярдів).

### ATK Gold Dot
Коли було компанія LWRC розпочала розробку гвинтівку Six8, компанія Alliant Techsystems отримала контракт на розробку нового набою 6,8×43 мм для цієї зброї. На відміну від невеликих комерційних фірм, АТК є великим постачальником боєприпасів, який постачає продукцію для армії США, тому має у своєму розпорядженні великі ресурси та виробничі можливості. Комерційні набої відрізнялися об'ємом і товщиною корпусу, але компанія LWRC хотіла товсту і міцну гільзу для військових потреб. Спеціально для високої дулової швидкості та невеликого відбою гвинтівки Six8 зі стволом довжиною 220 мм було розроблено заряд пороху вагою 5,8 грами. Ефективна відстань становила 274 м, при цьому на цій відстані куля зберігала достатньо енергії для пробивання проміжних перешкод. Три заряди вагою 90 гранів було зроблено для випробування, які включали Gold Dot, Monolithic Hollow Point та FMJ. Куля Gold Dot отримала оболонку товщиною 0,89 мм та осереддя. Заряд пороху було розроблено для зменшення стабільної продуктивності дулового спалаху при температурах від -34 до 52 градусів Цельсію. Дулова швидкість усереднена при різниці 61 м/с при необхідних екстремальних температурах при довжині стволу 215 мм. При пострілі зі стволу довжиною 610 мм, кулі укладаються в ціль 40 мм на відстані 183 м.
| Довжина стволу    | Дулова швидкість        | Дулова енергія            |
| ----------------- | ----------------------- | ------------------------- |
| 220 мм (8,5 дюйм) | 0,747 м/с (2,450 фут/с) | 1,626 Дж (1,199 фут⋅фунт) |
| 410 мм (16 дюйм)  | 0,884 м/с (2,900 фут/с) | 2,278 Дж (1,680 фут⋅фунт) |
| 610 мм (24 дюйм)  | 0,930 м/с (3,050 фут/с) | 2,519 Дж (1,858 фут⋅фунт) |

## Використання

### Використання військовими та правоохоронцями
Наприкінці 2004 року було заявлено, що набій 6,8×43мм SPC добре показав себе в польових умовах при використанні в спеціальних операціях. Проте набій не використовували звичайні військовослужбовці США. Його не почали широко використовувати через супротив чиновників. Набій 6.8 SPC було розроблено для кращої термінальної ефективності для бою на коротких відстанях в міських умовах в Іраку. Проте в Афганістані бойові зіткненні відбувалися на великих відстанях де ефективність набою 6.8 SPC зменшилася. Експерименти довели, що відносно короткі кулі 6,8 мм стають не ефективними на великих відстанях. В 2007 році Командування спеціальних операцій та корпус морської піхоти США вирішили не використовувати зброю під набій 6,8 мм в польових умовах через логістичні та цінові проблеми. Неназваний представник компанії LWRC в січні 2014 року заявив, що військові США знов звертають увагу на 6.8 SPCII після всіх комерційних розробок останніх 10 років.
Хоча ходять чутки, що деякі великі федеральні та місцеві правоохоронні органи оцінюють набій, управління боротьби з наркотиками дозволило деяким агентам придбати карабіни M6A2 D-DEA — які заряджаються набоєм 6,8мм Remington SPC — як офіційну альтернативу службовій зброї. В 2010 році йорданський державний виробник зброї KADDB заявив про випуск гвинтівок та карабінів під набій 6,8 мм для йорданської армії. Існує також контракт між LWRC, Magpul, Alliant Techsystems та Королівською гвардією Саудівської Аравії на приблизно 36,000 Six8 PDW та невідому кількість ATK/Federal XD68GD та фірмовій Magpul 6.8 Pmags специфіковані для LWRC Six8.
Крім того набої 6,8 мм також випускають для автоматичної зброї взводу (SAW) виробником U.S. Machine Gun Armory. MGA SAW повністю сумісна з моделями Міністерства оборони США: M249 і MK46.

### Сучасне використання
Під набій 6.8 SPC є кілька різних видів зброї, яка показує різні результати. Серед них:
- Оригінальний Murray 6,8×43 ERC розроблений в 2002 році
- Подана специфікація Remington SAAMI. Передбачалося, що він буде мати вільний прохід 1,3 мм (0,050 дюйма), кут конуса 45 °, вільний канал ⌀ 7,1 мм (0,278 дюйма. Розгортки і відбитки PTG мали кут 80° від шийки до конуса вільного проходу, що було результатом помилки в поданому кресленні розгортки і ніколи не виправлялися виробником розгортки або Remington в процесі настроювання інструментів для протоколів випробувань, які в кінцевому підсумку направив подання SAAMI.
- SPC II — поточний стандартний патронник, який використовується більшістю виробників стволів. Було сказано, що він дуже близький до оригінального патроннику Enhanced Rifle Cartridge Program. Він має вільний прохід 2,5 мм (0,100 дюйма), кут конуса 45°, діаметр вільного проходу 7,1 мм (0,278 дюйма) і шийку 7,84 мм (0,3085 дюйма)
- Патронник Murray DMR було розроблено для покращення точності для програми ERC Special Purpose Rifle від SOCOM.
- 6.8 ARP створено компанією AR Performance. Вона має вільний прохід 2,4 мм (0,095 дюйм), кут конуса 45° та діаметр вільного проходу 7,05 мм (0,2775 дюйм) ⌀, а також дульце від 7,84 до 7,85 мм.
- Noveske Mod 1 розроблено Noveske Rifleworks LLC. Вільний прохід становить 2,5 мм.
- Bison Armory 6.8 Bison, представлено в грудні 2017 року, вільний прохід збільшено до 1,8 мм.

Лише гвинтівки розроблені під новий патронник (6,8мм Spec II, Noveske Mod 1, 6.8 ARP та 6.8 Bison) можуть безпечно стріляти військовими/тактичними набоями високого тиску, а також спорядженими в ручну набоями з майже максимальним тиском. Ці гвинтівки розроблені за оригінальними специфікаціями SAAMI, можна безпечно використовувати лише з комерційними набоями зі стандартним тиском (визначено SAAMI).

#### Крок нарізки
Для стволів 6.8 SPC доступно кілька кроків нарізки. Найповільніший крок нарізки становить приблизно 1:12", поширеними є кроки від 1:9.5" до 1:11". Фактично стандартним кроком нарізки для 6.8 SPC є 1:11". Bison Armory використовує крок нарізки 1:7" в деяких 16-дюймових та коротших стволах для стабілізації куль вагою від 180 до 200 гран для дозвукової продуктивності схожої на 300 AAC Blackout.

#### Самозарядна зброя
Першим виробником зброї під набій 6,8мм Remington SPCстала компанія Barrett Firearms Company, представивши свою гвинтівку Barrett M468, а пізніше REC7. До 2007 року більшість провідних виробників гвинтівок серії AR-15 для цивільного ринку представили свої гвинтівки під цей набій. Спеціальні вузли верхньої ствольної коробки AR, призначені для патронника, виробляються рядом невеликих фірм, в тому числі Daniel Defense. Ruger Firearms більше не випускає свою гвинтівку Ruger SR-556 під набій калібру 6,8 мм. Мисливські та тактичні моделі від Stag Arms мають новий патронник (SPC II) та особливий крок нарізів для використання набоїв з високим тиском, а також верхню ствольну коробку для шульг. Rock River Arms має гвинтівку LAR-6.8 X Series та верхню ствольну коробку. Microtech Small Arms Research пропонують свою версію Steyr AUG під набій 6,8 мм. Robinson Armament Co. пропонує XCR-L під набій 6.8 мм, яку можна легко переробити під набої 6.8, 5.56 та 7,62×39. Bushmaster випускає набір переробки під набій 6.8 SPC II з жовтня 2018 року. Ruger Firearms кілька років випускали свої гвинтівки Mini-14 під цей набій; проте, виробництво було припинено.

#### Зброя з ручним перезаряджанням
Станом на 2019 рік, жодна значна компанія виробник зброї не випускає зброю з ручним перезаряджанням під набій 6.8 SPC. Remington випускали гвинтівку з ковзним затвором під набій 6.8 SPC, Model 700 зі стволом довжиною 610 мм але зараз виробництво припинено. Ruger більше не випускає свою компактну гвинтівку M77 Hawkeye зі стволом довжиною 420 мм вагою 2,7 кг. Browning припинили випускати гвинтівки A-bolt всіх калібрів, в тому числі 6.8 SPC. Thompson/Center пропонував стволи калібру 6.8 SPC для Encore та Contender G2.